# Dečman
Dečman je priimek v Sloveniji, ki ga je po podatkih Statističnega urada Republike Slovenije na dan 1. januarja 2014 uporabljalo 385 oseb in je med vsemi priimki po pogostosti uporabe uvrščen na 899. mesto. 

## Znani nosilci priimka
- Kristina Dečman (*1982), judoistka
- Tone Dečman (1913—1989), smučar, nordijski kombinatorec
- Mitja Dečman (*1972), visokošolski učitelj in raziskovalec